# وربان (تسنترال سربیا)
وربان (به صربی: Vrban) یک منطقهٔ مسکونی در صربستان است که در بوجانوواچ واقع شده‌است. وربان ۱۲۳ نفر جمعیت دارد.